# 米羅尼夫卡 (揚皮爾區)
48°18′13″N 28°10′46″E / 48.30361°N 28.17944°E
米羅尼夫卡（烏克蘭語：Миронівка），是烏克蘭的村落，位於該國西南部文尼察州，由莫希利夫-波季利斯基區負責管轄，始建於1700年，面積1.49平方公里，海拔高度162米，2001年人口744，人口密度每平方公里499.33人。